# Cabadbaran, Agusan del Norte
Cabadbaran là một đô thị ở tỉnh Agusan del Norte, Philippines. Theo điều tra dân số năm 2015, đô thị này có dân số 73.639 người trong.

### Các khu phố (barangay)
Cabadbaran được chia thành 32 khu phố (barangay).
- Antonio Luna
- Bay-ang
- Bayabas
- Caasinan
- Cabinet
- Calamba
- Calibunan
- Comagascas
- Cambisay
- Concepcion
- Del Pilar
- Katugasan
- Kauswagan
- La Union
- Mabini
- Mahaba
- Poblacion 1
- Poblacion 2
- Poblacion 3
- Poblacion 4
- Poblacion 5
- Poblacion 6
- Poblacion 7
- Poblacion 8
- Poblacion 9
- Poblacion 10
- Poblacion 11
- Poblacion 12
- Puting Bato
- Sanghan
- Soriano
- Tolosa